# Kvantna teorija polja
Kvantna teorija polja (engl. QFT, Quantum field theory) je fizička teorija koja primjenjuje kvantnu mehaniku na fizičko polje. Kvantna teorija polja čini temelje za najveći dio moderne teorijske fizike, posebice fizike elementarnih čestica. Kvantnu teoriju polja razvijao je veliki broj znanstvenika ali za prve temelje zaslužni su između ostalih: Paul Dirac, Vladimir Fock, Wolfgang Pauli, Tomonaga Shinichrō, Hans Bethe, Robert Oppenheimer, Julian Schwinger, Richard Feynman i Freeman Dyson.
Kvantna teorija polja kombinira posebnu teoriju relativnosti s kvantnom mehanikom, dozvoljavajući anihilaciju čestica, tj. prijelaz iz materije u energiju. To se često predstavlja uz pomoć Feynmanovog dijagrama, kojeg je izumio Richard Feynman.
Standardni model fizike elementarnih čestica je specijalni tip kvantne teorije polja tzv. baždarne teorije koja opisuje osnovnu strukturu materije i njenu interakciju. Primjena elektromagnetizma uzrokuje kvantnu elektrodinamiku (QED, quantum electrodynamics), koja se koristi unutar atomske fizike. Moderna fizika kondenzirane materije koristi kvantnu teoriju polja za opisivanje nekih fenomena, npr. supervodiče. Unutar kozmologije kvantna teorija polja se koristi za opis fenomena koji se vjerojatno desio u ranom nastanku univerzuma, tzv. inflaciju svemira.

## Povijest
Od sredine 1960-ih postupno se izgrađuje ono što danas nazivamo »standardni model«, tj. teorija koja opisuje interakcije fundamentalnih čestica. 1964. godine trojica teorijskih fizičara – Higgs, Brout i Englert predvidili su elementarnu česticu Higgsov bozon, koja bi bila odgovorna za mase elementarnih čestica i čestica materije poput kvarkova i leptona, i kvanata polja sila – poput W i Z bozona. Jedan je od ključnih koraka na tom putu bila hipoteza ujedinjenja elektromagnetskih i slabih interakcija (Glashow, Weinberg, Salam, Ward...oko 1965. – 67.) uz teorijsko predviđanje postojanja jednoga hipotetskog Z bozona i, uz sugestiju Brouta, Englerta, Higgsa i još nekolicine drugih (1964.), mehanizma koji bi davao masu W i Z bozonima, a ipak čuvajući masu nula za foton, kvant elektromagnetskog polja. Time bi se protumačio eksperimentalno evidentan vrlo kratak (<10-13 cm) domet slabih sila, za razliku od »beskonačnog« dometa elekromagnetske sile, i ta razlika u masama W i Z bozona s jedne strane i fotona s druge jest razlog narušavanja elektroslabog ujedinjenja. Dakle, teorijski se uspjeh sastoji u tome da se sile ujedine – istog su intrinzičnog intenziteta, a bile su ujedinjene u ranim, toplim fazama velikog praska – pa da se onda protumači zašto se slabe i elektromagnetske sile prividno toliko razlikuju u današnjem hladnom svemiru. Nekoliko godina poslije G. t’Hooft, M. Veltman, B. Lee i M. Zinn-Justin uspijevaju (oko 1971.) dokazati matematičku konzistentnost tzv. baždarnih teorija. Ujedinjena elektroslaba teorija pripada baš toj kategoriji teorija polja, kao i kvantna kromodinamika (QCD – Quantum Chromo Dynamics), teorija jakih sila koja je također baždarna teorija, a koja se upravo razvijala tih sedamdesetih godina (Appelquist, Gross, Politzer, Wilczek...). Otkriće W i Z bozona u CERN-u, očigledno najvažnijeg pitanja i cilja fizike tih godina, bilo je nedvojbenim dokazom da su baždarne teorije adekvatan prikaz fundamentalnih međudjelovanja na toj ljestvici energija i elementarnosti. Svi drugi teorijski pristupi koji su tijekom mnogih godina do tada bili iskušavani ili provođeni s više ili manje uspjeha, kao što su S-matrična teorija, Regge polovi, aksiomatska teorija polja, Bootstrap teorija itd., ubrzo su nestali s pozornice; kvantna teorija polja s baždarnim simetrijama odnijela je definitivnu pobjedu.
Za interakcije standardnog modela (jake i elektroslabe sile) može se reći da proizlaze od zahtjeva invarijantnosti fizičkih zakona (Lagrangeova interakcija) pod baždarnim transformacijama, grupe SU2xU1 za elektroslabe interakcije i pod transformacijama SU3 grupe za jake interakcije (QCD); k tome, kad se pomisli da temeljni zakoni fizike – očuvanje energije, količine gibanja, angularnog momenta itd. proizlaze iz zahtjeva invarijantnosti spram vremenskih i prostornih translacija i transformacija, može se reći da praktično svi temeljni zakoni fizike proizlaze iz zahtjeva odnosno principa simetrije, što je intelektualno i estetski zadivljujuće.